# 1965-ös magyar asztalitenisz-bajnokság
Az 1965-ös magyar asztalitenisz-bajnokság a negyvennyolcadik magyar bajnokság volt. A bajnokságot február 12. és 14. között rendezték meg Budapesten, a Nemzeti Sportcsarnokban.

## Eredmények
| Versenyszám  | Arany                                                                           | Arany | Ezüst                                                                     | Ezüst | Bronz | Bronz |
| ------------ | ------------------------------------------------------------------------------- | ----- | ------------------------------------------------------------------------- | ----- | --- | ----- |
| Férfi egyéni | Pigniczki László Bp. Spartacus                                                  |       | Harcsár István VM Közért                                                  |       | Papp József Aknamélyítő BányászBerczik Zoltán Vasútépítő Törekvés                                                                            |       |
| Női egyéni   | Lukács Attiláné 31. sz. Építők                                                  |       | Jurikné Heirits Erzsébet Ferencvárosi TC                                  |       | Földyné Kóczián Éva Bp. Vörös MeteorSzarvas Miklósné VM Közért                                                                               |       |
| Férfi páros  | Harcsár István, Harangi Sándor VM Közért, Bp. Vörös Meteor                      |       | Berczik Zoltán, Pigniczki László Vasútépítő Törekvés, Bp. Spartacus       |       | Papp József, Volentics Lajos Aknamélyítő BányászBeleznay Mátyás, Sándor János VM Közért                                                      |       |
| Női páros    | Földyné Kóczián Éva, Jurikné Heirits Erzsébet Bp. Vörös Meteor, Ferencvárosi TC |       | Lukács Attiláné, Papp Angéla 31. sz. Építők, Statisztika Petőfi SC        |       | Maklári Emőke, Petrányi Zsuzsa Ferencvárosi TCdr. Hegedűs Jánosné, Tóth Éva Hídépítők SK                                                     |       |
| Vegyes páros | Harcsár István, Lukács Attiláné VM Közért, 31. sz. Építők                       |       | Berczik Zoltán, Földyné Kóczián Éva Vasútépítő Törekvés, Bp. Vörös Meteor |       | Harangi Sándor, Papp Angéla Bp. Vörös Meteor, Statisztika Petőfi SCPigniczki László, Jurikné Heirits Erzsébet Bp. Spartacus, Ferencvárosi TC |       |